# Hugo Coveliers
Hugo F.V. Coveliers, né le 21 février 1947 à Schelle (Belgique) est un homme politique belge flamand. Longtemps responsable de la Volksunie, il quitte ce parti en 1992 pour rejoindre le nouveau VLD, créé par Guy Verhofstadt en 1992. Par la suite, il abandonnera le VLD et sera membre fondateur du parti VLOTT (Vlaams, Liberaal, Onafhankelijk, Transparant en Tolerant), alliée du Vlaams Belang.
Il est docteur en droit et Licencié en criminologie (UGent);
avocat.
Il fut président de la mutuelle Vlanat (78-90),membre du CA de l'Universitaire Instelling Antwerpen (79-85),vice-président de l'association culturelle De Singel (81-95).

## Fonctions politiques
- 1974-1976 et
- 2007-     : conseiller communal à Anvers
- 1985-1995 : 
  - membre de la Chambre des représentants
  - membre du Conseil flamand 
    - président du groupe Volksunie (86-89)
- 1995-1999 : 
  - sénateur élu direct
  - président du groupe VLD
- 1999-2003 : 
  - membre de la Chambre des représentants
  - président du groupe VLD
- 2003-2010 (en 2007 pour VLOTT-VB): 
  - sénateur élu direct
  - président du groupe VLD (durant 2003)

## Référence
1. ↑  Pascal Delwit, La vie politique en Belgique de 1830 à nos jours, Bruxelles, Editions de l'Université de Bruxelles, 2010, p. 241